# Računalna memorija
Memorija kod računala su spremišta koja se koriste za trenutačnu pohranu rezultata kao i za pohranu programa. Memorija je obično locirana u neposrednoj blizini procesora (CPU) i izrađene su većinom od namjenskih sklopova/cjelina izrađenih od silicija. Za dugotrajniju pohranu podataka koriste se masovna spremišta podataka gdje trenutno dominiraju tehnologije koje se oslanjaju na magnetska ili optička svojstva materijala. Razlika između RAM memorije i čvrstog diska (hard disk) je da podatci na čvrstom disku ostaju zapisani i nakon što se računalo ugasi. Sama RAM memorija služi kao dio iz kojeg CPU vuče podatke koje izvršava (jer RAM radi oko 1000 puta brže od čvrstih diskova).

## Podjele memorija u odnosu na CPU
- cache
  - L1 cache - level 1 cache
  - L2 cache - level 2 cache
  - L3 cache - level 3 cache

- glavna memorija (engleski: main memory)

## Povijest razvoja memorijskih sklopova
- relej
- magnetska memorija
- flip-flop

## Vrste memorijskih čipova
- ROM
  - EEPROM
  - PROM

- RAM
  - SRAM
  - DRAM
  - VRAM

## Specijalizirane sabirnice i tehnike

### Sabirnice
- DMA - Direct Memory Access - izravni pristup memoriji

## Vrste dodatnih prijenosnih memorija
CD, DVD, diskete, USB prijenosni hard diskovi, USB flash memorije

## Povezane stranice
- masovna spremišta podataka
- flash memorija
- disketa
- kruti disk